# ویسکی (فیلم)
ویسکی (اسپانیایی: Whisky‎) یک فیلم تراژیک کمدی اروگوئه ای به کارگردانی Juan Pablo Rebella و Pablo Stoll است که در سال ۲۰۰۴ منتشر شد.